# Nunatak Island
Nunatak Island är en ö i Kanada.   Den ligger i territoriet Nunavut, i den östra delen av landet, 2 400 km norr om huvudstaden Ottawa. Arean är 25,6 kvadratkilometer.
Terrängen på Nunatak Island är lite kuperad. Öns högsta punkt är 348 meter över havet. Den sträcker sig 5,0 kilometer i nord-sydlig riktning, och 8,2 kilometer i öst-västlig riktning.
Trakten runt Nunatak Island består i huvudsak av gräsmarker.